# Thaya allemande
Pour les articles homonymes, voir Thaya (homonymie).
La Thaya allemande est une rivière autrichienne de 75 km de long qui coule dans le land de Basse-Autriche, et un affluent de Thaya, donc un sous-affluent du Danube par la Morava.

## Géographie
Elle prend sa source au sud-ouest de Schweiggers à une altitude de 657 m. Elle coule d'abord vers le nord-est en direction de Vitis. Elle part ensuite vers l'est vers Schwarzenau puis zigzague en traversant Waidhofen an der Thaya, Thaya et Dobersberg.
Elle termine sa course à Raabs an der Thaya où elle forme la Thaya en rejoignant la Thaya morave.
Malgré son nom, elle ne se trouve jamais en Allemagne.